# Escola de Mitjans Audiovisuals de Barcelona
La Escola de Mitjans Audiovisuals de Barcelona (EMAV) es una escuela pública de cine y audiovisuales, dependiente del Consorcio de Educación de Barcelona que fue fundada en 1970 por Josep Serra i Estruch.
La oferta académica del centro incluye 5 Ciclos Formativos de Grado Superior (Animación, Sonido, Iluminación, Producción y Realización), además de otras propuestas formativas propias como cursos, workshops y masterclass.
Desde septiembre de 2019 la Escuela tiene su nueva sede en el recinto de Can Batlló en el barrio de La Bordeta.